# انالیل‌پروپیمال
انالیل‌پروپیمال (انگلیسی: Enallylpropymal) یک مشتق باربیتورات با اثرات خواب‌آور و آرام‌بخش است.